# NGC 6756
NGC 6756 (również OCL 99) – gromada otwarta znajdująca się w gwiazdozbiorze Orła. Odkrył ją William Herschel 21 sierpnia 1791 roku. Jest położona w odległości ok. 4,9 tys. lat świetlnych od Słońca.